# Stéphane Melchior
Stéphane Melchior, né le 1er septembre 1965 à Rennes (Ille-et-Vilaine), est un scénariste français de dessin animé et de bande dessinée.

## Biographie

### Formation
Après un bac général de philosophie au lycée Saint-Vincent de Rennes, il étudie le droit (licence) à l'Université de Rennes, puis la science politique (maîtrise) à la faculté d'Assas, puis l'histoire de l'art à l'École du Louvre (premier cycle) et à l'Institut d'Art et d'Archéologie de Paris-Sorbonne (DEA).

### Carrière dans la presse et l'édition
En 1994, il devient éditeur free lance pour le département des beaux-livres des éditions Flammarion, et collabore en tant qu'auteur à des titres collectifs de la collection Abécédaires histoire de l'art (Cézanne, Brueghel, Prud'hon, Les Châteaux de la Loire). En 1995, on lui confie la direction de la collection Abécédaires art de vivre.
En 1998, il devient rédacteur en chef des numéros hors série de Beaux Arts Magazine.
En 1999, il quitte l'édition pour l'audiovisuel et devient directeur du développement pour Gaumont Multimédia, puis Xilam en 2000.

### Scénariste dans l'animation
En 2001, il devient scénariste indépendant.
En 2005, il partage en tant que scénariste le prix du public et du meilleur film lors du 48h Film Project avec toute l'équipe du court métrage de Géraud Pineau Les Champignons de Paname.
Il collabore avec Anouk Ricard sur une adaptation de sa série Anna et Froga.

### Scénariste de bande dessinée
En 2008, il est lauréat du concours de bande dessinée de la Fondation Raymond Leblanc pour Supermagic girl avec le dessinateur Raphaël Beuchot,.
Avec le dessinateur Loïc Sécheresse, il réalise une série en deux tomes, Raiju (2008), racontant les aventures d'un chat samouraï, et Raiden (2009), qui s'intéresse à Kimitsu, la sœur de Raiju. Le duo se retrouve en 2011 pour Hécate & Belzébuth, racontant l'amour du gardien des Enfers avec la sorcière Hécate.
Avec Benjamin Bachelier au dessin, Melchior élabore une adaptation en bande dessinée de Gatsby le Magnifique en 2013.
En 2015, il remporte le Fauve du meilleur album Jeunesse au Festival d'Angoulême 2015, pour Les Royaumes du Nord (tome 1), avec le dessinateur Clément Oubrerie,.
En 2016, de nouveau avec Bachelier, l'artiste participe à une exposition sur une adaptation d'un roman d'Herman Melville : Taïpi, un paradis cannibale. L'ouvrage est remarquée dans M Le Magazine du Monde et sur BD Gest'.
En 2020 paraît le premier tome des Aventures du Roi Singe, avec le dessinateur Vincent Sorel. Le deuxième tome sort en 2022, sous-titré Les Immortels, sort en 2022 et le troisième et dernier tome parait en août 2023.
À partir de 2023, il retrouve Benjamin Bachelier avec qui il travaille sur une adaptation du Clan des Otori de Lian Hearn, une saga romanesque à succès située dans un Japon féodal imaginaire. Chaque roman est adapté en trois tomes,. Pour ce scénario, il se documente beaucoup, et ajoute quelques éléments visuels au roman :

« Je me suis servi du fond animiste et mythologique du shintoïsme au Japon pour proposer une forme totémique au clan des Otori en l'incarnant dans un renard. […] Quand la poésie du récit passe par la langue, de longs dialogues ou des monologues intérieurs, je ne peux pas les mettre dans mon scénario de BD, il faut donc trouver des dispositifs visuels qui ont un sens du point de vue de la civilisation japonaise. »

En 2023 il débute Itchi et les 1000 Yôkai, une série jeunesse avec Loïc Locatelli au dessin, imprégné de sa connaissance de la culture du Japon. Le projet était à l'origine pensé pour être une série d'animation, dont l'album a gardé le dynamisme.

## Œuvres

### Bande Dessinée

#### One-shots
- Tozoïd et Vula, Le Cycliste, 2007
Scénario : Stéphane Melchior - Dessin et couleurs : Loïc Sécheresse - (ISBN 978-2-352-73006-4)
- Hécate et Belzébuth, Manolosanctis, 2010
Scénario : Stéphane Melchior - Dessin : Loïc Sécheresse - (ISBN 978-2-359-76016-3)
- Gatsby le Magnifique, collection Fétiche, éditions Gallimard, 2013
Scénario : Stéphane Melchior, d'après le Gatsby le Magnifique de F. Scott Fitzgerald - Dessin et couleurs : Benjamin Bachelier - (ISBN 978-2-7470-4969-6)
- Taïpi, un paradis cannibale, collection Fétiche, éditions Gallimard, 2016
Scénario : Stéphane Melchior, d'après le roman d'Herman Melville - Dessin et couleurs : Benjamin Bachelier - (ISBN 978-2-07-066579-2)

#### Participation à des collectifs
- Les Autres Gens, deux semaines spéciales (2x5 épisodes), l'une (Walk, don't walk, novembre 2010) avec Benjamin Bachelier, l'autre (Sasame yuki, février 2011) avec Loïc Sécheresse, pour la bédénovela créée par Thomas Cadène.

### Dessin animé

#### Création
- Les Ratz, avec Richard Zielenkiewicz (Monsieur Z). Xilam, 2000.
- Les Grabonautes, avec et sur un concept original de Florian Guzek. Amuse films, 2001.
- Jet Groove, avec Richard Zielenkiewicz (Monsieur Z). développement avec Matthieu Delaporte et Alexandre de La Patellière. Method Films, 2002.

#### Développement
- Sherlock Yack, zoo détective, d'après les romans et l'univers de Michel Amelin (Milan). MondoTv, 2008.
- Les Sauvenatures, d'après les romans et l'univers de Jean-Marie Defossez (Flammarion). Alphanim (Gaumont animation), 2007.

#### Direction d'écriture
- Yakari (26 × 13 min), Ellipsanime, 2016.
- Lanfeust Quest (26 × 26 min), Alphanim (Gaumont animation), 2012.
- Spencer (52 × 13 min), Alphanim (Gaumont animation), 2011.
- Les Sauvenatures (52 × 13 min), Alphanim (Gaumont animation), 2007.
- Sherlock Yack (52 × 13 min), (avec Sophie Decroisette), MondoTv, 2008.
- Les Gnoufs (52 × 13 min), Method films, 2004.

#### Scénarios
Nombreux scénarios pour les séries Cartouche (Storimages/M6), Les Ratz (Xilam/France3), Les Grabonautes (Amuse films/France2), Pitt et Kantrop (Millimages/France3), Les Gnoufs (Method films/France3/Disney channel), Les nouvelles aventures de Spirou et Fantasio (Dupuis/M6), Yakari saisons 1-2-3-4-5 (Storimages/Ellipsanime/FranceTV), Hairy Scary (Alphanim/RTBF/France3), Sherlock Yack (MondoTv/Tf1), Les Sauvenatures (Alphanim/France5), Spencer (Alphanim/DisneyXD), Lanfeust Quest (Alphanim/M6)…

### Courts-métrages
- Les champignons de Paname, de Géraud Pineau pour Blue Turtle. 48H film project.
- End, de Nicolas Durand-Floc'h. Avec le soutien de la DAP Image/Mouvement et du Conseil général de l'Essonne.

### Documentaires
Quatre documentaires scénarisés avec Martin Fraudreau, en 1996 pour le département des sculptures du musée du Louvre : Les taureaux de Khorsabad, Le colosse de Ramsès II, L'Amour et Psyché de Canova, La belle allemande de Gregor Erhardt, réalisés par Martin Fraudreau pour Gédéon/RMN/NHK. La belle allemande de Gregor Erhardt est primé par l'UNESCO.

## Récompenses
- 2008 : Prix Raymond Leblanc, avec Raphaël Beuchot, pour Supermagic Girl[2]
- 2015 : Fauve jeunesse au Festival d'Angoulême 2015 pour Les Royaumes du Nord t. 1, avec Clément Oubrerie (Gallimard)